# Kichererbsen (Gattung)
Kichererbsen (Cicer) ist die einzige Gattung der Tribus Cicereae innerhalb der Familie der Hülsenfrüchtler (Fabaceae). Die 40 bis 45 Pflanzenarten sind von Marokko über den Mittelmeerraum über West- bis Zentralasien weitverbreitet. Der Verbreitungsschwerpunkt der Gattung Cicer liegt in Südwestasien. Die bedeutendste Art in dieser Gattung ist die wärmeliebende Kichererbse (Cicer arietinum), die vor mehr als 8000 Jahren bereits im Vorderen Orient als Nutzpflanze kultiviert wurde.

## Beschreibung

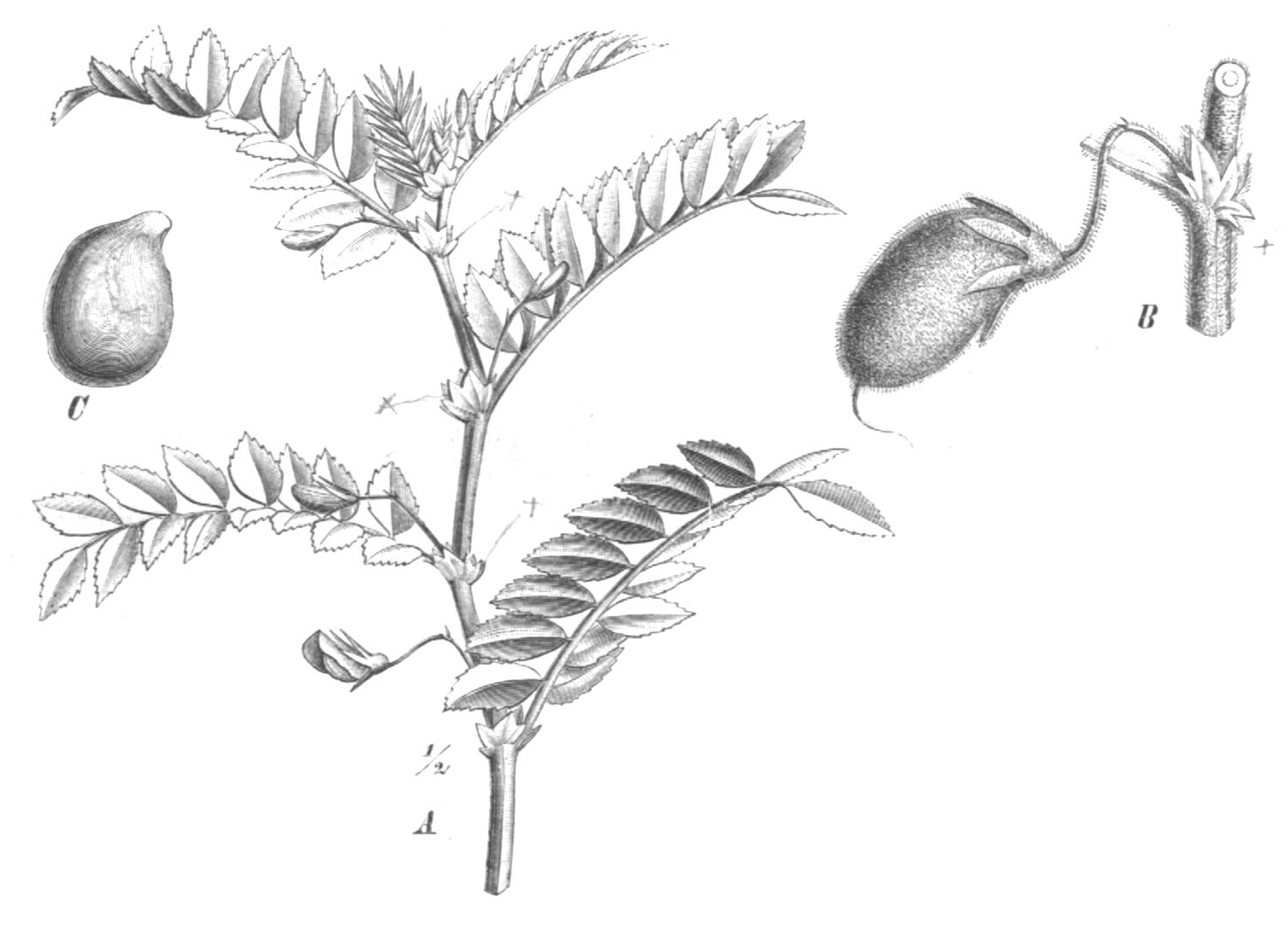
Illustration der Kichererbse (Cicer arietinum)

### Vegetative Merkmale
Die Kichererbsen sind einjährige bis ausdauernde krautige Pflanzen, die gelegentlich etwas verholzen. Die Stängel sind aufrecht oder aufsteigend. Die oberirdischen Pflanzenteile sind mit drüsigen Haaren besetzt.
Die wechselständig angeordneten Laubblätter sind unpaarig gefiedert, mit drei bis vielen Fiederblättchen, und das endständige Fiederblättchen kann zu einer Ranke umgewandelt sein. Die Fiederblättchen sind am Rand gesägt. Die Nebenblätter sind am Rand gezähnt.

### Generative Merkmale
Die seitenständigen, traubigen Blütenstände enthalten nur eine oder zwei bis fünf Blüten.
Die zwittrigen Blüten sind zygomorph und fünfzählig mit doppelter Blütenhülle. Der Kelch ist an der Basis schief oder gewölbt, mit fünf freien gleichen und ungleichen Kelchzipfeln. Die Blütenkronen besitzen die typische Form von Schmetterlingsblüten. Die Fahne ist an ihrer Basis breit genagelt, ohne seitliche Anhängsel. Von den zehn Staubblättern sind neun miteinander verwachsen. Das einzige Fruchtblatt enthält zwei bis wenige Samenanlagen. Der kahle Griffel ist gekrümmt.
Die Hülsenfrucht enthält ein bis zehn rundliche, geschnäbelte Samen.

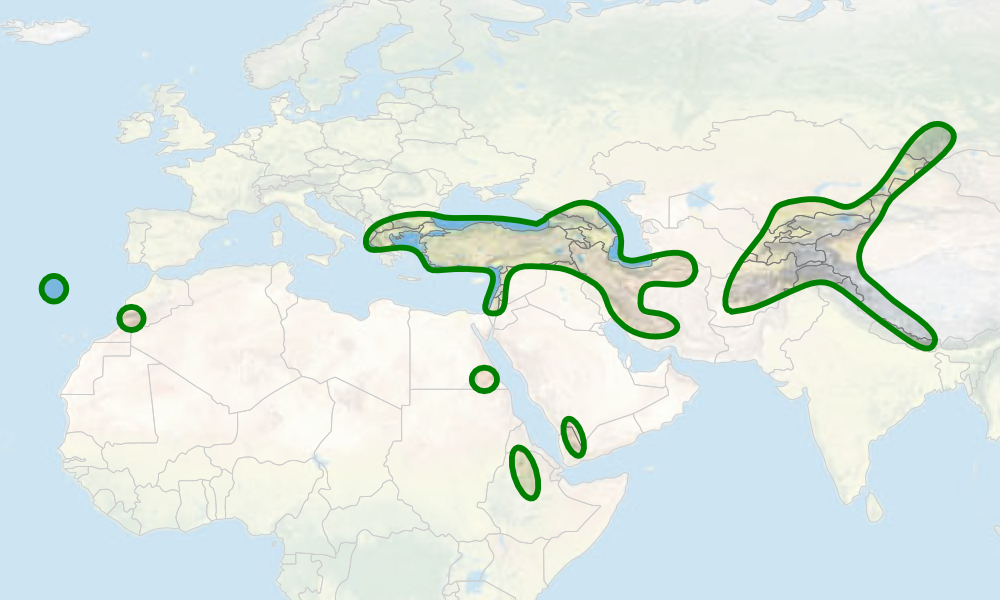
Verbreitungskarte der Gattung der Kichererbsen

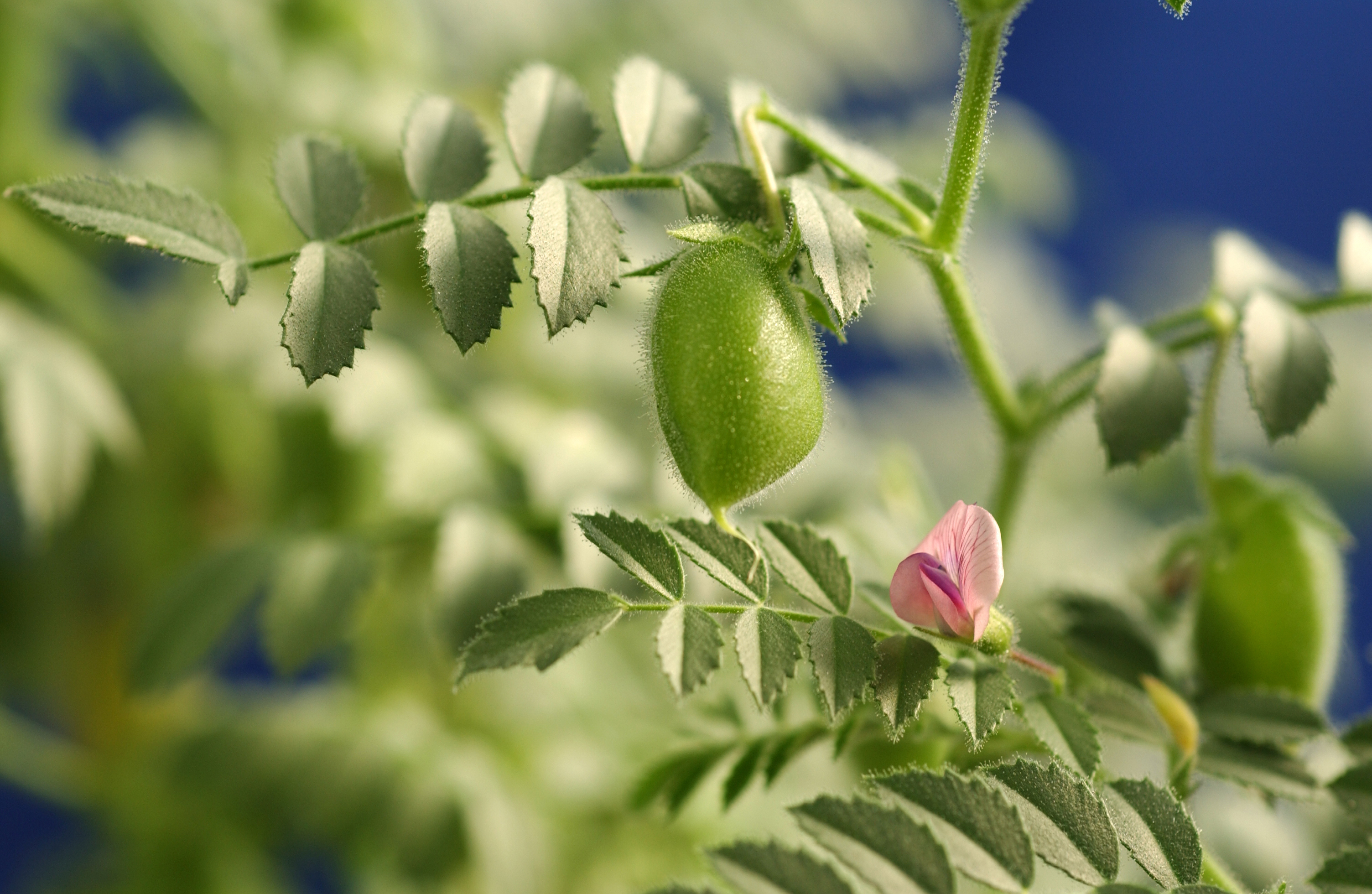
Kichererbse (Cicer arietinum) mit Blüte und Frucht

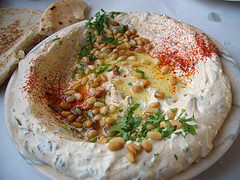
Zubereitung von Kichererbse (Cicer arietinum) als Hummus mit Pinienkernen

## Namensherkunft
Der Name Cicer stammt von den Römern, was im Sinne der Herkunft aus dem Hebräischen rund heißt. Die übliche Aussprache lautete entweder Kiker oder Schicher. So wurde das beim Eindeutschen in Kicher umgewandelt. Es hat also nichts mit kichern zu tun.

## Systematik und Verbreitung
Die Gattung Cicer ist die einzige Gattung in der Tribus Cicereae. Sie wird in die Unterfamilie der Schmetterlingsblütler (Faboideae) innerhalb der Familie Hülsenfrüchtler (Fabaceae) eingeordnet. Verwandt ist sie mit den Triben Fabeae und Trifolieae sowie der Gattung Galega.
Die Cicer-Arten sind vor allem vom Mittelmeerraum über West- bis nach Zentralasien verbreitet. Besonders viele Arten kommen in Tadschikistan vor. Im nordöstlichen tropischen Afrika und auf den Kanarischen Inseln finden sich ebenfalls noch Kichererbsen-Arten.
Es gibt 40 bis 45 Cicer-Arten mit folgenden Arealen:
- Cicer acanthophyllum Boriss.: Sie kommt in Afghanistan, Pakistan und Tadschikistan vor.[5]
- Cicer anatolicum Alef.: Sie kommt im Iran, im Irak, in der Türkei und in Armenien vor.[5]
- Kichererbse (Cicer arietinum L.): Sie wird in vielen Gebieten der Welt angebaut; über ihren Ursprung gibt es keine gesicherten Informationen, vielleicht aus der Türkei.[1]
- Cicer atlanticum Maire: Sie kommt nur in Marokko vor.[5]
- Cicer balcaricum Galushko: Sie kommt im Kaukasusraum vor.[5]
- Cicer baldshuanicum (Popov) Lincz.: Sie kommt in Tadschikistan vor.[5]
- Cicer bijugum Rech.f.: Sie kommt in Vorderasien vor.[5]
- Cicer canariense A.Santos & G.P.Lewis: Sie kommt auf den Kanaren (Teneriffa, La Palma) vor
- Cicer chorassanicum (Bunge) Popov: Sie kommt in Afghanistan und im Iran vor.[5]
- Cicer cuneatum A.Rich.: Sie kommt in Nordafrika und in Arabien vor.[5]
- Cicer echinospermum P.H.Davis: Die Heimat ist Kleinasien.
- Cicer fedtschenkoi Lincz.: Sie kommt in West- und Mittelasien vor.[5]
- Cicer flexuosum Lipsky: Heimat: Mittelasien.[5]
- Cicer floribundum Fenzl: Die Heimat ist Kleinasien.[5]
- Cicer graecum Boiss.: Sie kommt nur in Griechenland vor.[5]
- Cicer grande (Popov) Korotkova: Sie kommt nur in Usbekistan vor.[5]
- Cicer heterophyllum Contand. & al.: Die Heimat ist Kleinasien.[5]
- Cicer incanum Korotkova: Heimat: Tadschikistan.[5]
- Cicer incisum (Willd.) K.Maly: Sie kommt in Griechenland, Kreta und Vorderasien vor.[5]
- Cicer isauricum P.H.Davis: Die Heimat ist Kleinasien.[5]
- Cicer judaicum Boiss.: Sie kommt in Vorderasien vor.[5]
- Cicer kermanense Bornm.: Sie kommt nur im Iran vor.[5]
- Cicer korshinskyi Lincz.: Sie kommt nur im Iran und in Tadschikistan vor.[5]
- Cicer laetum Rassulova & Sharipova: Heimat: Tadschikistan.[5]
- Cicer luteum Rassulova & Sharipova: Heimat: Tadschikistan.[5]
- Cicer macracanthum Popov: Heimat: West- und Mittelasien, Indien, Pakistan.[5]
- Cicer microphyllum Benth.: Sie ist weitverbreitet von Xinjiang, westlichen Xizang über das östliche Afghanistan, nördliche Indien, Kaschmir, nördliche Pakistan bis ins westliche Nepal.[1]
- Cicer mogoltavicum (Popov) A.S.Korol.: Heimat: Tadschikistan.[5]
- Cicer montbretii Jaub. & Spach: Sie kommt in Albanien, Bulgarien und in der Türkei vor.[5]
- Cicer multijugum Maesen: Heimat: Afghanistan.[5]
- Cicer nuristanicum Kitam.: Heimat: Afghanistan, Indien, Pakistan.[5]
- Cicer oxyodon Boiss. & Hohen.: Heimat: Afghanistan, Iran, Irak.[5]
- Cicer paucijugum (Popov) Nevski: Heimat: Kasachstan, Tadschikistan.[5]
- Cicer pinnatifidum Jaub. & Spach: Sie kommt in Vorderasien vor.[5]
- Cicer pungens Boiss.: Heimat: Afghanistan, Tadschikistan.[5]
- Cicer rassuloviae Lincz.: Heimat: Tadschikistan.[5]
- Cicer rechingeri Podlech: Heimat: Afghanistan.[5]
- Cicer reticulatum Ladiz.: Die Heimat ist Kleinasien.[5]
- Cicer songaricum DC.: Heimat: Mittelasien.[5]
- Cicer spiroceras Jaub. & Spach: Heimat: Iran.[5]
- Cicer stapfianum Rech.f.: Heimat: Iran (Fars).[5]
- Cicer subaphyllum Boiss.: Heimat: Iran (Fars).[5]
- Cicer tragacanthoides Jaub. & Spach: Heimat: Afghanistan, Iran, Turkmenistan.[5]
- Cicer uludereensis Donmez: Heimat: Türkei.[5]
- Cicer yamashitae Kitam.: Heimat: Afghanistan.[5]

## Weiterführende Literatur
- A. Sudupak, S. Akkaya, A. Kence: Analysis of genetic relationships among perennial and annual Cicer species growing in Turkey using RAPD markers. In: Theor. Appl. Genet. Band 105, Nr.  8, 2002, S. 1220–1228.
- Jens Berger, Shahal Abbo, Neil C. Turner: Ecogeography of Annual Wild Cicer Species. In: Crop Science. Band 43, Nr. 3, S. 1076–1090. doi:10.2135/cropsci2003.1076.